# Національний архів Кракова
Національний архів у Кракові або Краківський національний архів (пол. Archiwum Narodowe w Krakowie) — державний архів, що знаходиться в Кракові, Польща. Адміністрація архіву і кілька його відділів розміщуються у Кракові в будівлі на вулиці Сінній, 16. У дворі адміністративної будівлі Національного архіву розташовується пам'ятник Краку.

## Історія створення
2 вересня 1878 року в Кракові був заснований Крайовий архів міських і земських актів. Цей день вважається днем заснування сучасного Національного архіву. У подальшому найменування архіву змінювалося кілька разів. З 1919 по 1936 року він був відомий як «Земський архів», а з 1936 року — як «Державний архів Кракова».
Одночасно з даною установою, 2 червня 1987 року міська рада Кракова заснувала «Архів давніх актів міста Кракова». У 1951 році саме цей архів був включений до переліку архівів, підлеглих Головному керуючому державними архівами, а з 1 лютого 1952 року — до Державного архіву Кракова.

## Сьогодення
5 грудня 2012 року рішенням Міністерства культури і національної спадщини Державний архів Кракова було перейменовано на Національний архів у Кракові.
Національний архів складається з Центрального відділу в Кракові, який, у свою чергу, складається з 8 відділів та філій в містах Бохня, Новий Сонч, Тарнові. У місті Новий Тарг і населеному пункті Спітковіце розташовані експозиції Національного архіву.
Центральний відділ складається з наступних відділів:
- Відділ I — земські та міські старопольські акти, архіви родів і сімейств, колекції та зібрання. Знаходиться на Вавелі, 5;
- Відділ II — адміністративні державні спеціальні та загальні акти, юридичні акти XIX—XX століть. Знаходиться на вулиці Гродзська, 52;
- Відділ III — акти міста Кракова, територіального самоврядування, релігійних, освітніх і громадських організацій. В межах цього відділу діє бібліотека архіву. Знаходиться на вулиці Сінній, 16;
- Відділ IV — нові акти після 1945 року та акти міських адміністративних управлінь з XIX по XX століття, Знаходиться на вулиці Орешкова, 7;
- Відділ V — картографічні матеріали і технічна документація. Знаходиться на вулиці Любича, 25б;
- Відділ VI — нагляд за розвитком архівного фонду. Знаходиться на вулиці Гродська, 52;
- Відділ VII — відділ популяризації архіву;
- Відділ VIII — організаційний та адміністративний відділи.

Наразі Краківський архів також має 3 філії та 2 експозиції:
- Філія в Бохні, вул. Konstytucji 3 Maja 3
- Філія в Новому Сончі, вул. Ягеллонська 56А
- Філія в Тарнові, вул. Хімічна 16
- Відділення у Спитковіце (до 2020 року - вул. Замкова 48, нині - Раковицька 22Е).
- Відділення в Новому Тарзі, вул. На Скарпі 11/9

## Ресурс архіву
Станом на 31 грудня 2012 року Національний архів у Кракові зберігає 5015 архівних одиниць і колекцій (22870,67 мб, 1426757 одиниць зберігання).

## Завдання
- Формування та контроль за державним архівним фондом;
- Комплектування, зберігання та забезпечення збереженості архівних матеріалів;
- Облік та опрацювання архівних матеріалів;
- Забезпечення доступу до архівних матеріалів;
- Проведення науково-дослідної та видавничої діяльності;
- Проведення інформаційної діяльності про архівні матеріали та їх популяризація;
- Видача засвідчених витягів, копій, виписок і довідок з архівних матеріалів, що зберігаються.
- Вирішення питань щодо забезпечення збереженості документів тимчасового строку зберігання в обсязі, встановленому законодавством.